# Franc Perko
Franc Perko (* 19. listopadu 1929, Krka, Slovinsko – 20. února 2008, Lublaň, Slovinsko) byl v období 1986 až 2001 arcibiskup Bělehradu.

## Životopis
Franc Perko studoval v letech 1945 až 1949 na gymnáziu a poté na teologické fakultě v Lublani. Na kněze byl vysvěcen 29. června 1953 biskupem Antonem Vovkem. Byl nucen nastoupit na vojnu a přerušit svá studia. Za své názory byl na tři roky uvězněn. Poté sloužil jako duchovní a pokračoval ve studiu. V roce 1963 složil doktorát z teologie. V roce 1986 ho Jan Pavel II. jmenoval arcibiskupem v Bělehradu. Biskupské svěcení provedl 6. ledna 1987 sám papež, spolusvětiteli byli Eduardo Martínez Somalo a José Tomás Sánchez.
V roce 2001 Perko z úřadu arcibiskupa odstoupil, jeho nástupcem se stal Stanislav Hočevar.
Perko se angažoval v událostech kolem rozpadu Jugoslávie a následujících národnostních konfliktech.